# Stanisław Jewsejenko
Stanisław Łeonidowycz Jewsejenko, ukr. Станіслав Леонідович Євсеєнко, ros. Станислав Леонидович Евсеенко, Stanisław Leonidowicz Jewsiejenko (ur. 19 lutego 1945 w miasteczku Nowa Praha, w obwodzie kirowohradzkim, Ukraińska SRR) – ukraiński piłkarz, grający na pozycji pomocnika lub napastnika, trener piłkarski.

## Kariera piłkarska
Wychowanek Szkoły Sportowej Zirka Kirowohrad. Rozpoczął karierę piłkarską w klubie Dynamo Kirowohrad, który w następnym roku zmienił nazwę Zirka Kirowohrad. Latem 1963 został zaproszony do Dynama Kijów, ale występował jedynie w drużynie rezerw, dla tego na początku 1965 przeszedł do Szachtara Donieck. Latem 1971 roku dołączył do Dnipra Dniepropetrowsk, w którym zakończył karierę piłkarza w roku 1976.

## Kariera trenerska
Po zakończeniu kariery piłkarza rozpoczął pracę szkoleniowca. Ukończył Kijowski Instytut Kultury Fizycznej. Od 1979 do lata 1980 trenował Nywę Podhajce. Pracował jako trener drużyny piłkarskiej w Kijowskiej Wyższej Zawodowej Szkole Transportu Kolejowego.

## Sukcesy i odznaczenia

### Sukcesy piłkarskie
Szachtar Donieck
- brązowy medalista Mistrzostw ZSRR: 1951

Dnipro Dniepropetrowsk
- mistrz Pierwoj ligi ZSRR: 1971

### Odznaczenia
- tytuł Mistrza Sportu ZSRR